# Chaoyang (Peking)
Chaoyang (chinesisch 朝陽區 / 朝阳区, Pinyin Cháoyáng Qū) ist ein Stadtbezirk im Nordosten der chinesischen Hauptstadt Peking.

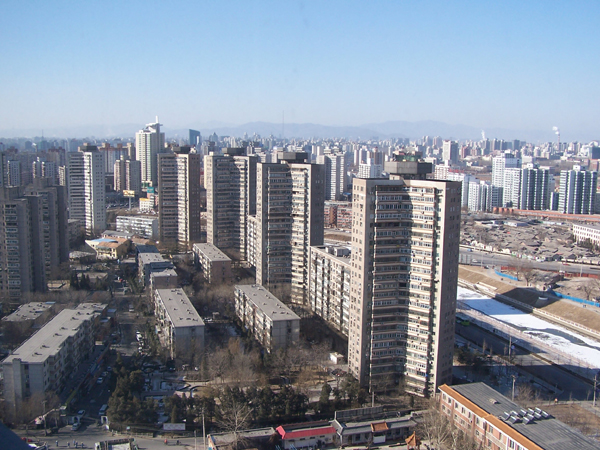
Blick über Chaoyang

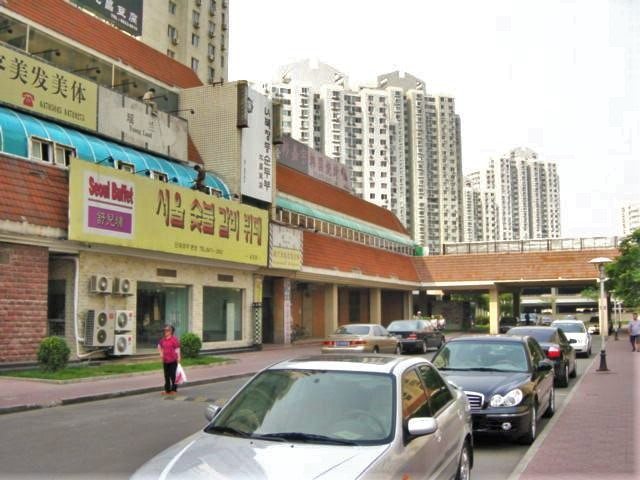
Koreanisches Viertel in Chaoyang

Seine Fläche beträgt 464,9 km². Die Einwohnerzahl beträgt 3.452.460 (Stand: Zensus 2020). Bei den Volkszählungen wurden 1990 in Chaoyang 1.433.901 Einwohner gezählt, 2.289.756 im Jahr 2000, und 3.545.137 im Jahr 2010. Damit ist Chaoyang der Stadtbezirk mit der höchsten Einwohnerzahl.
Chaoyang ist ein Diplomatenviertel mit zahlreichen Botschaften, so auch der deutschen. Auch die bekannte Bar- und Kneipenmeile Sanlitun befindet sich in Chaoyang.
Das Straßenviertel Jiuxianqiao (酒仙桥街道) gilt aufgrund der im Zuge des ersten Fünfjahresplans ab 1953 errichteten Beijing Eelectron Tube Factory (Fabrik 774), die später in der BOE Technology Group aufging, und nachfolgender Unternehmen als einer der Geburtsorte der chinesischen Halbleiterindustrie.
Seit 2009 nimmt Chaoyang an der Kampagne der Regierung für zivilisierte Städte und Bezirke teil. Der zuerst in englischer Sprache verwendete Slogan: Civilized Chaoyang. Magnificent with me! wurde inzwischen wieder fallen gelassen, die Patrouillen für öffentliche Ordnung mit roten Armbinden haben im Jahre 2011 jedoch zugenommen.

## Administrative Gliederung
Auf Gemeindeebene setzt sich Chaoyang aus 24 Straßenvierteln und 19 Gebietsbüros zusammen. Diese sind:
- Straßenviertel Anzhen (安贞街道);
- Straßenviertel Aoyuncun (奥运村街道), „Olympisches Dorf“;
- Straßenviertel Balizhuang (八里庄街道);
- Straßenviertel Chaowai (朝外街道);
- Straßenviertel Datun (大屯街道);
- Straßenviertel Fatou (垡头街道);
- Straßenviertel Hepingjie (和平街街道);
- Straßenviertel Hujialou (呼家楼街道);
- Straßenviertel Jianwai (建外街道);
- Straßenviertel Jingsong (劲松街道);
- Straßenviertel Jiuxianqiao (酒仙桥街道);
- Straßenviertel Liulitun (六里屯街道);
- Straßenviertel Maizidian (麦子店街道);
- Straßenviertel Panjiayuan (潘家园街道);
- Straßenviertel Sanlitun (三里屯街道);
- Straßenviertel Shoudu Jichang (首都机场街道), „Hauptstadt-Flughafen“;
- Straßenviertel Shuangjing (双井街道);
- Straßenviertel Tuanjiehu (团结湖街道);
- Straßenviertel Wangjing (望京街道);
- Straßenviertel Wangjing Kaifa (望京开发街道);
- Straßenviertel Xiangheyuan (香河园街道);
- Straßenviertel Xiaoguan (小关街道);
- Straßenviertel Yayuncun (亚运村街道), „Sportlerdorf der Asienspiele“;
- Straßenviertel Zuojiazhuang (左家庄街道);
- Gebietsbüro Changying der Hui-Nationalität (常营回族地区), entspricht der Gemeinde Changying der Hui-Nationalität (常营回族乡);
- Gebietsbüro Cuigezhuang (崔各庄地区), entspricht der Gemeinde Cuigezhuang (崔各庄乡);
- Gebietsbüro Dongba (东坝地区), entspricht der Gemeinde Dongba (东坝乡);
- Gebietsbüro Dongfeng (东风地区), entspricht der Gemeinde Dongfeng (东风乡);
- Gebietsbüro Dougezhuang (豆各庄地区), entspricht der Gemeinde Dougezhuang (豆各庄乡);
- Gebietsbüro Gaobeidian (高碑店地区), entspricht der Gemeinde Gaobeidian (高碑店乡);
- Gebietsbüro Guanzhuang (管庄地区), entspricht der Gemeinde Guanzhuang (管庄乡);
- Gebietsbüro Heizhuanghu (黑庄户地区), entspricht der Gemeinde Heizhuanghu (黑庄户乡);
- Gebietsbüro Jiangtai (将台地区), entspricht der Gemeinde Jiangtai (将台乡);
- Gebietsbüro Jinzhan (金盏地区), entspricht der Gemeinde Jinzhan (金盏乡);
- Gebietsbüro Laiguangying (来广营地区), entspricht der Gemeinde Laiguangying (来广营乡);
- Gebietsbüro Nanmofang (南磨房地区), entspricht der Gemeinde Nanmofang (南磨房乡);
- Gebietsbüro Pingfang (平房地区), entspricht der Gemeinde Pingfang (平房乡);
- Gebietsbüro Sanjianfang (三间房地区), entspricht der Gemeinde Sanjianfang (三间房乡);
- Gebietsbüro Shibalidian (十八里店地区), entspricht der Gemeinde Shibalidian (十八里店乡);
- Gebietsbüro Sunhe (孙河地区), entspricht der Gemeinde Sunhe (孙河乡);
- Gebietsbüro Taiyanggong (太阳宫地区), entspricht der Gemeinde Taiyanggong (太阳宫乡);
- Gebietsbüro Wangsiying (王四营地区), entspricht der Gemeinde Wangsiying (王四营乡);
- Gebietsbüro Xiaohongmen (小红门地区), entspricht der Gemeinde Xiaohongmen (小红门乡).

## Kunstbezirk Dashanzi
Der Kunstbezirk Dashanzi (798 Art Zone), in welchem auch der Künstler Ai Weiwei wohnte, liegt ebenfalls im Stadtbezirk Chaoyang.